# أراو
أراو هي عاصمة لكانتون أرجاو في شمال سويسرا، وهي أيضاً عاصمة لمقاطعة أراو. أغلب سكانها يتحدثون اللغة الألمانية وطائفتها هي البروتستانتية. تقع آراو على الهضبة السويسرية، في وادي عارٍ، على الضفة اليمنى للنهر، وعند سفح الجنوبي من جبال جورا، وغربها مدينة زيوريخ، ومساحتها 65 كيلومترا (40 ميل) شمال شرق مدينة برن. بلدية يحد بصورة مباشرة من كانتون سولوتورن ومن الغرب. وهي ثاني أكبر مدينة في أرجاو. في بداية عام 2010 أصبحت روهر إحدى ضواحي آراو.

## المناخ
يظهر الجدول التالي التغييرات المناخية على مدار السنة لأراو:
| البيانات المناخية لـأراو           | البيانات المناخية لـأراو | البيانات المناخية لـأراو | البيانات المناخية لـأراو | البيانات المناخية لـأراو | البيانات المناخية لـأراو | البيانات المناخية لـأراو | البيانات المناخية لـأراو | البيانات المناخية لـأراو | البيانات المناخية لـأراو | البيانات المناخية لـأراو | البيانات المناخية لـأراو | البيانات المناخية لـأراو | البيانات المناخية لـأراو |
| الشهر                              | يناير                    | فبراير                   | مارس                     | أبريل                    | مايو                     | يونيو                    | يوليو                    | أغسطس                    | سبتمبر                   | أكتوبر                   | نوفمبر                   | ديسمبر                   | المعدل السنوي            |
| ---------------------------------- | ------------------------ | ------------------------ | ------------------------ | ------------------------ | ------------------------ | ------------------------ | ------------------------ | ------------------------ | ------------------------ | ------------------------ | ------------------------ | ------------------------ | ------------------------ |
| متوسط درجة الحرارة الكبرى °م (°ف)  | 2.2 (36.0)               | 4.7 (40.5)               | 9.2 (48.6)               | 13.5 (56.3)              | 18.2 (64.8)              | 21.6 (70.9)              | 24.2 (75.6)              | 23.4 (74.1)              | 20.0 (68.0)              | 13.9 (57.0)              | 7.0 (44.6)               | 3.1 (37.6)               | 13.4 (56.1)              |
| المتوسط اليومي °م (°ف)             | −0.3 (31.5)              | 1.2 (34.2)               | 4.5 (40.1)               | 8.4 (47.1)               | 12.8 (55.0)              | 16.1 (61.0)              | 18.2 (64.8)              | 17.2 (63.0)              | 14.0 (57.2)              | 9.3 (48.7)               | 4.0 (39.2)               | 0.7 (33.3)               | 8.8 (47.8)               |
| متوسط درجة الحرارة الصغرى °م (°ف)  | −2.5 (27.5)              | −1.6 (29.1)              | 0.5 (32.9)               | 3.6 (38.5)               | 7.6 (45.7)               | 10.8 (51.4)              | 12.5 (54.5)              | 12.0 (53.6)              | 9.5 (49.1)               | 6.1 (43.0)               | 1.6 (34.9)               | −1.3 (29.7)              | 4.9 (40.8)               |
| الهطول مم (إنش)                    | 74 (2.9)                 | 74 (2.9)                 | 70 (2.8)                 | 79 (3.1)                 | 92 (3.6)                 | 124 (4.9)                | 107 (4.2)                | 117 (4.6)                | 84 (3.3)                 | 72 (2.8)                 | 87 (3.4)                 | 81 (3.2)                 | 1٬060 (41.7)             |
| متوسط أيام هطول الأمطار (≥ 1.0 mm) | 11.8                     | 10.5                     | 12.3                     | 11.9                     | 12.4                     | 12.4                     | 11.3                     | 11.9                     | 8.7                      | 8.5                      | 11.3                     | 11.4                     | 134.4                    |
| ساعات سطوع الشمس الشهرية           | 29                       | 62                       | 106                      | 135                      | 167                      | 186                      | 222                      | 189                      | 153                      | 86                       | 40                       | 26                       | 1٬401                    |
| المصدر: MeteoSwiss                 |                          |                          |                          |                          |                          |                          |                          |                          |                          |                          |                          |                          |                          |

## توأمة
لأراو اتفاقيات توأمة مع كل من:
- نوشاتيل
- دلفت
- رويتلينغن

## أعلام
- أوتو سوترمايستر
- بول هوبشميد
- أوغستين كيلر
- إميل هاسلر
- لوريس بنيتو
- هانس هيرزوغ
- سيلفان فيدمر
- هاينريش كورز
- برونو هونزيكر
- ريناتو شتيفن